# Siegfried Lindenmayr

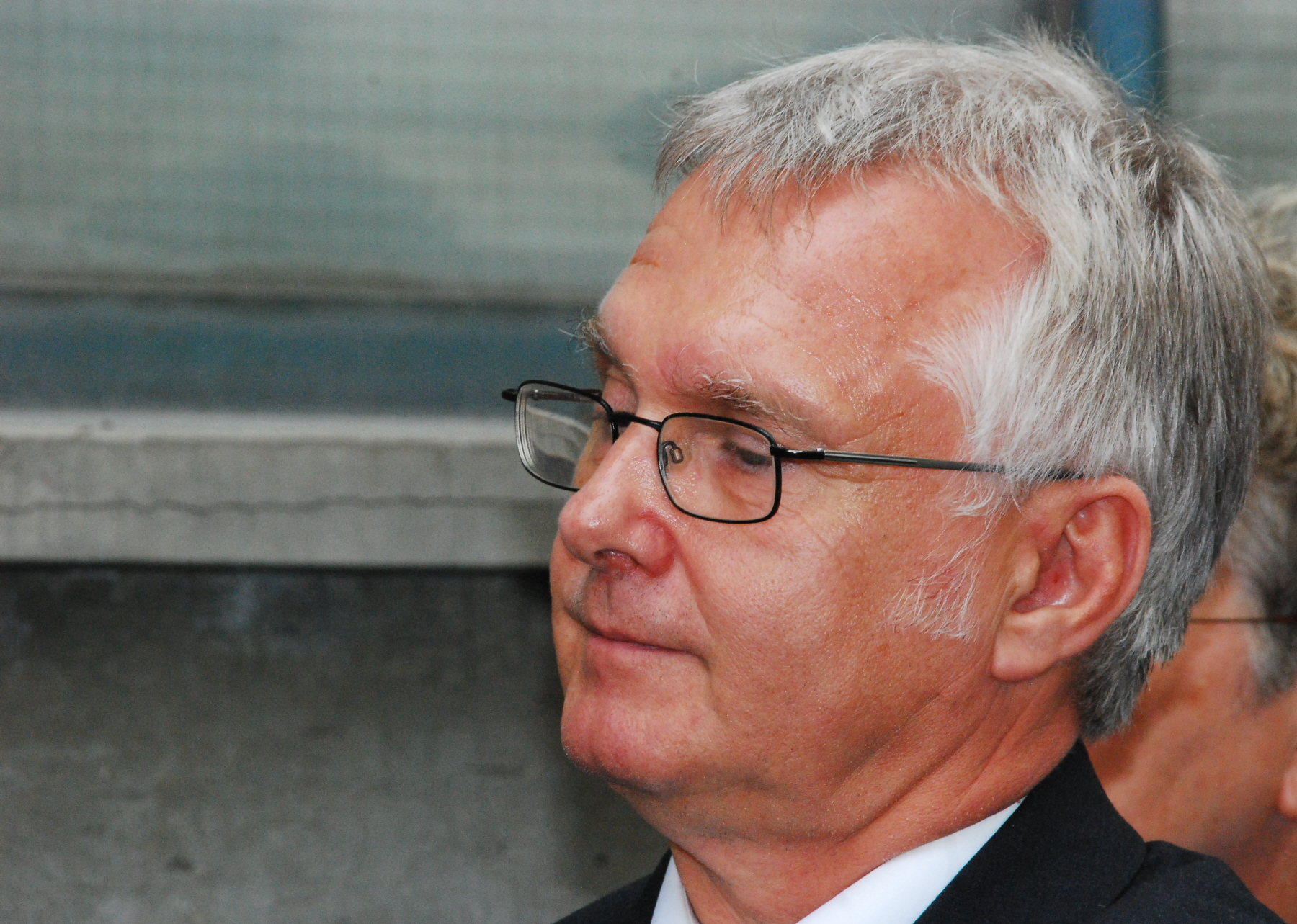
Siegfried „Siegi“ Lindenmayr

Siegfried „Siegi“ Lindenmayr (* 12. März 1956 in Wien) ist ein österreichischer Politiker (SPÖ). Von 2003 bis 2020 war er Abgeordneter zum Wiener Landtag und Mitglied des Wiener Gemeinderats.

## Ausbildung und Beruf
Siegi Lindenmayr besuchte zwischen 1962 und 1966 die Volksschule und im Anschluss vier Jahre ein Realgymnasium in Rudolfsheim-Fünfhaus. 1970 wechselte er an die HTL Wien I, Fachrichtung Elektrotechnik, wo er 1976 maturierte. Er studierte im Anschluss bis 1979 Elektrotechnik, leistete 1980 seinen Präsenzdienst in einem Fernmelderegiment ab und studierte zwischen 1980 und 1982 Betriebsinformatik. Beide seiner Studien blieben jedoch ohne Abschluss.
Lindenmayr arbeitete zwischen 1976 und 1983 in verschiedenen Sozialberufen (Essen auf Rädern, Jugendzentrum) und war zwischen 1983 und 1997 Bezirkssekretär der SPÖ-Alsergrund. Von 1997 bis 2009 war er stellvertretender Klubdirektor des SPÖ-Rathausklubs und Verbandssekretär, von 2009 bis 2010 war er Klubvorsitzender der SPÖ im Wiener Rathaus.

## Politik
Siegi Lindenmayr arbeitet seit 1979 in der SPÖ mit. Er ist seit 1981 Bildungsfunktionär, war 1981 und 1984 Vorsitzender der Sozialistischen Jugend Alsergrund und ist seit 1997 stellvertretender Bezirksparteivorsitzender der SPÖ-Alsergrund.
Lindenmayr hatte mehrere Mandate und öffentliche Ämter inne. Er war 1985 bis 2003 Bezirksrat im Alsergrund und vertrat seine Partei unter anderem im Bauausschuss und in der Verkehrskommission. Zudem war er 1995 bis 2003 Bezirksvorsteher-Stellvertreter und Vorsitzender der Bezirksverkehrskommission. Ab 2003 war Lindenmayr Abgeordneter im Wiener Landtag und Gemeinderat. Auch hier war er unter anderem in der Verkehrsausschuss tätig.
Am 11. März 2019 folgte ihm Peter Hacker als Bezirksparteivorsitzender der SPÖ Alsergrund nach.

## Auszeichnungen
- 2015: Großes Silbernes Ehrenzeichen für Verdienste um die Republik Österreich